# کوهرشتدت
کوهرشتدت (به آلمانی: Kührstedt) یک منطقهٔ مسکونی در آلمان است که در گشتلاند واقع شده‌است. کوهرشتدت ۹۹۹ نفر جمعیت دارد.